# Zakrzew (powiat radomszczański)
Zakrzew (dawn. Zakrzew Wielki) – wieś w Polsce, położona w województwie łódzkim, w powiecie radomszczańskim, w gminie Kodrąb.
W latach 1975–1998 wieś należała administracyjnie do województwa piotrkowskiego.

## Integralne części wsi
| SIMC    | Nazwa  | Rodzaj     |
| ------- | ------ | ---------- |
| 0543717 | Czekaj | przysiółek |

## Zabytki
Według rejestru zabytków Narodowego Instytutu Dziedzictwa na listę zabytków wpisane są obiekty:
- zespół dworski, 1 ćw. XIX w., nr rej.: 331 z 31.08.1983 i z 14.09.1993:
  - dworek
  - park

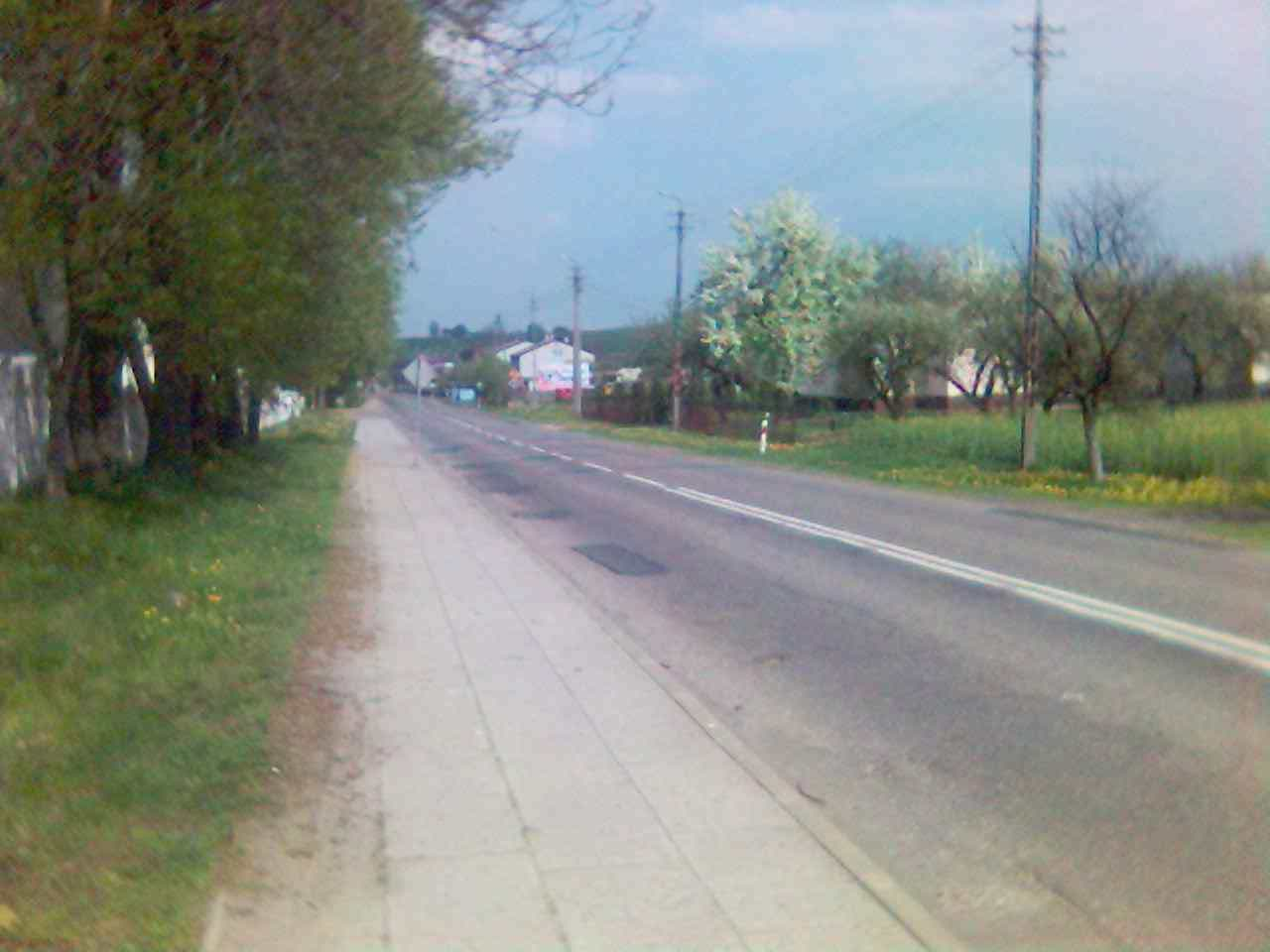
Panorama Zakrzewa
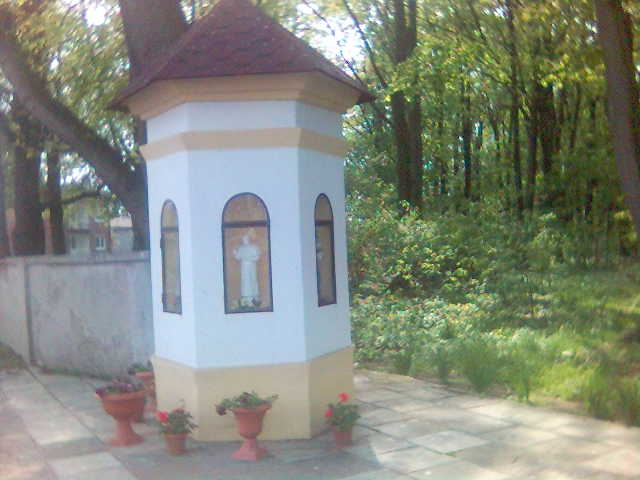
Kapliczka w Zakrzewie
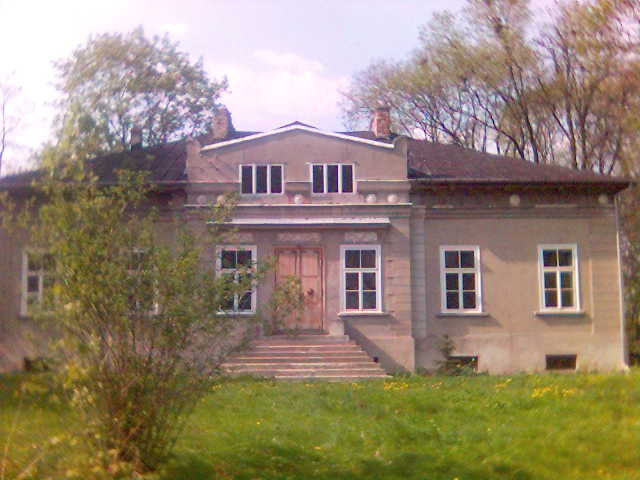
Zabytkowy dworek w Zakrzewie